# Ceraarachne germaini
Ceraarachne germaini là một loài nhện trong họ Thomisidae.
Loài này thuộc chi Ceraarachne. Ceraarachne germaini được Eugène Simon miêu tả năm 1886.